# يوكا تيرازاكي
يوكا تيرازاكي (باليابانية: 寺崎 裕香) مواليد 3 أغسطس 1983 في كوماموتو، اليابان، هي مؤدية أصوات يابانية.

## الأعمال

### أنمي
- القناص
- بوكيمون
- كاتيكيو هيتمان ريبورن!
- يوغي 5Ds
- ذا كينغدومز أوف رون - أدونيس (أيام الطفولة)
- إينازوما إليفن غو
- إينازوما إليفن غو كرونوستون
- إينازوما إليفن غو جالاكسي

### أفلام أنمي
- القناص: المهمة الأخيرة

## وصلات خارجية
- يوكا تيرازاكي على موقع IMDb (الإنجليزية)
- يوكا تيرازاكي على موقع ميوزك برينز (الإنجليزية)
- يوكا تيرازاكي على موقع كينوبويسك (الروسية)
- يوكا تيرازاكي على موقع ANN person (الإنجليزية)